# João da Nova
Denna artikel behandlar sjöfararen João da Nova. För ön med samma namn, se Juan de Nova.

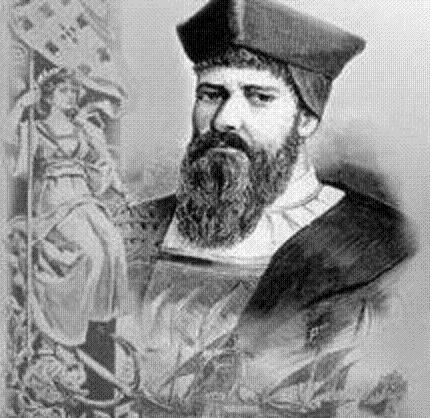
João da Nova.

João da Nova (även Joan de Nóvoa och Xoán de Novoa), född kring 1460 i Castillo de Maceda Galicien, Spanien, död 1509 i Kochi, Indien, var en galicisk-portugisisk sjöfarare och upptäcktsresande som betraktas som upptäckaren av Trindade och Martim Vazöarna, Ascension och Sankta Helena i södra Atlanten och Juan de Novaön i västra Indiska oceanen  .

## Novas tidiga liv
Mycket lite är känt om hans tidiga liv, han var dock son till familjen Novoa de Maceda, en adlig familj med flera gods kring Ourense. I unga år skickade familjen honom till Portugal för att komma undan de fejder som pågick mellan olika adliga fraktioner. Nova utmärkte sig i sitt nya hemland och 1496 utnämndes han av Manuel I av Portugal till Alcaide (borgmästare) av Lissabon  .
1501 utnämndes han till överbefälhavare för Portugals planerade tredje Indienexpedition redan innan expeditionen under Pedro Álvares Cabral hade återvänt.

## Expeditionerna till Indien

### 1501
Den 5 mars 1501  lämnade en konvoj om cirka 4 fartyg Portugal med kurs mot Indien. Ett fartyg finansierades av kungen och de övriga var privatfinansierade av florentinska handelshus. Nova var överbefälhavare och övriga kaptener var Francisco de Nabay, Fernão Vicente och Diogo Barboza.
På väg söderut upptäckte Nova den 25 mars 1501 Ascensionön  som han då döpte till Ilha de Nossa Senora de Conceicão. Resan fortsatte förbi Godahoppsudden där han även upptäckte Juan de Novaön . Resan gick vidare nordöst mot Malabarkusten i Indien. Här startade han ett nytt faktori i Kannur  norr om Kalikut (Kozhikode)  och lyckades även besegra härskaren av Kalikut under ett mindre sjöslag.
Därefter lastade Nova fartygen med kryddor och återvände till Portugal. Under hemresan upptäckte Nova nu den 21 maj 1502 även St Helenaön .

### 1505
1505 lämnade Nova ånyo Portugal för att ledsaga Francisco de Almeida som blivit utnämnd till  Estado da India (Portugisiska Indien) förste vicekung. De två blev osams och Almeida hindrade Novas befordran.

### 1506
1506 lämnade en ny konvoj om cirka 16 fartyg Portugal med kurs mot Indien under Tristão da Cunha som överbefälhavare. I konvojen ingick även Afonso de Albuquerque som själv förde befäl över en skvadron om 5 fartyg där Nova hade befäl över fartyget "Flor de la Mar".
Resan gick förbi Godahoppsudden och norrut mot Moçambique och Madagaskar och vidare norrut längs Afrikas östkust där man hela tiden utförde attacker mot arabiska kolonier, bland annat kring Hoja och Baraawe i sydöstra Somalia . Slutligen lyckades man 1507 att även erövra Suqutra (Sokotraöarna) i södra Jemen.
Här lämnade Albuquerque och Nova konvojen för att segla vidare norrut mot Ormus i Hormuzsundet vid Persiska viken. Albuquerque seglade under hemliga order och skulle säkra området åt Portugal. De anlände till Hormuzön den 25 september och man lyckades snart erövra ön . Här blev Nova, som nu ville fara mot Indien, osams med Albuquerque som hade order att fortsätta norrut och förbereda en attack mot Ormus. Nova fängslades för olydnad men utmärkte sig under olika attacker kring Oman. Senare vände man mot Indien dit man nådde 1508.
I Indien deltog Nova den 3 februari 1509 under Almeida i Sjöslaget vid Diu där man besegrade en förenad arabisk-egyptisk-indisk flotta och därmed säkrade Portugals makt i området.
Senare samma år avled Nova i Kochi  .

## Eftermäle
Namnet João da Nova transkriberades senare till Juan de Nova vilket är öns namn än idag.